# Маан (город)
Маа́н (араб. معان‎) — город на юге Иордании, административный центр одноимённой мухафазы Маан, являющейся самым крупным и наименее плотно заселённым административным образованием Иордании. Расположен в 218 км к югу от Аммана, в межгорной долине на высоте 1108 м над уровнем моря. Маан расположен в пустыне, поэтому климат здесь жаркий.

## История
Маан упоминается в Библии (Судей, глава 10, стих 11) как столица народа, воевавшего с евреями (маоняне), царь Иудеи Озия победил Маан (2Пар, 26) во время своих походов на юг.
На территории современного Маана существовала цивилизация со времён Набатейского царства. Новый город находится чуть к северо-западу от старого его месторасположения. Сейчас в Маане существует два основных клана Аль-Хеджазин (Хиджаз в Саудовской Аравии) и Аль-Шамин (из Сирии).

## Население
Население города постепенно растет начиная с середины XX века. Так в 1970 году в городе насчитывалось около 9000 жителей. К началу 90-х годов (1994 год) их уже насчитывалось 22 989 человек, в 2004 году — 26 461 человек а к 2007 году численность населения возросла до 27 573 человек.

## Экономика
Маан является торговым центром южной части страны. В городе имеются табачное производство и кустарные предприятия по производству текстильных изделий. В Маане была создана новая в Иордании экономическая зона получившая название Особая Экономическая зона Маан (Ma’an Special Economic Zone). Пока с её основанием в городе лишь увеличилось производство фруктов, но в дальнейшем должны будут более широко внедряться промышленные предприятия. Маан — пыльный, бедный иорданский городок, из которого можно добраться до главной достопримечательности Иордании — Петры.

## Транспорт
Город считается важным транспортным узлом в стране, располагаясь на древнем Королевском Пути (King’s Highway) — торговом направлении, берущим начало в Египте и приходящим через Синайский полуостров до залива Акаба; далее тропа сворачивала на север к Дамаску и к истокам Евфрата. В городе имеется железнодорожная станция так называемой Хиджазской железной дороги (построена в 1904 году), а также он является крупным автодорожным узлом, располагаясь на трассе Амман — Маан — Акаба (Пустынное Шоссе Desert Highway). Также в Маане есть местный аэродром.

## Современный город
Маан является самым неспокойным и мятежным городом Иордании. Когда в стране проходят различного рода протесты и демонстрации, наиболее крайние и радикальные формы они принимают именно здесь. Так, в 1984 году сюда даже был вынужден лично приехать король Хусейн для усмирения протестующих жителей. Другой крупный конфликт правительства и местных жителей произошёл в 2003 году.
В пустыне (в Джафре) недалеко от Маана, находится военная база, где в начале 2003 года вместе с танками, вертолётами и другой бронетехникой располагалось несколько тысяч американских солдат. Одна из версий, объясняющих нахождение иностранных военных сил (американских солдат, а возможно и британского спецназа) на территории Иордании — это использование её территории для проникновения в западную часть Ирака во время военных действий 2003-го года.
Правительство Иордании не скрывало информацию об расположении 6000 американских солдат на территории страны, но объяснило их нахождение лишь необходимостью обучения иорданских солдат и оборонительными функциями в случае ракетного удара со стороны Ирака.
Пребывание иностранных военных сил на территории Иордании и способствование их проникновению на территорию Ирака, тем самым, усугубляя военный конфликт, вызвало резкое недовольство населения Маана. Тогда по всей стране проходили антивоенные демонстрации и митинги в Маане они были наиболее реакционными и агрессивными. Местные жители, готовясь к выступлениям, назвали свою демонстрацию «марш гробов», подразумевая под этим то, что они будут «готовы умереть, чтобы осудить действия своего правительства».
К тому же Маан считается неспокойным городом с точки зрения преступной деятельности и террористической активности. В 2002 году в Маане были задержаны четыре активиста радикальной исламистской группировки, возглавляемой Вайелом Мохаммадом аль-Шалаби, совершающие нападения на полицейских и военных, а также причастные к ряду организаций и убийств в городе.
В том же году в Маане был убит американский дипломат Лоуренс Фоли, ставший первым представителем запада, погибшим в Иордании. Ситуация в Маане была напряжённой после того, как был ранен в перестрелке с полицией один из лидеров исламистов Мохаммад Чалаби. В город были направлены службы безопасности Иордании для поиска террористов, причастных к убийству. Операция по их поиску получила название маанская операция. В результате её осуществления были допрошены порядка ста человек, был найден главный подозреваемый, но местные жители отказались выдать его властям, в связи с чем и была необходимость вмешательства силовых структур.

## Упоминания в произведениях
Маан упоминается в книге Лоуренса Аравийского «Семь столпов мудрости», где осаде города посвящена одна из глав. Первоначально книга задумывалась как мемуары об арабском восстании 1916—1918 годов, но впоследствии вобрала в себя многие факты из истории Первой мировой войны. По мотивам книги был снят фильм «Лоуренс Аравийский».

Первым из них являлся Маан. Прежде всего, мы должны были овладеть им. Если бы усиленные транспортные средства придали большую подвижность частям арабской регулярной армии, они могли бы занять позицию в нескольких милях на север от Маана и надолго перерезать железную дорогу, вынудив тем самым гарнизон последнего выступить и начать с ними сражение, а в поле арабы легко нанесли бы поражение туркам. Нам потребовалось бы семьсот вьючных верблюдов, много пушек и пулемётов и, наконец, уверенность в том, что, пока мы заняты Мааном, мы не подвергнемся фланговой атаке со стороны Аммана.
—  [militera.lib.ru/memo/english/lawrence/24.html Лоуренс Аравийский - "Семь столпов мудрости"]

Я провёл следующие дни в наблюдении за операциями. Люди абу-тайи захватили два аванпоста к востоку от станции, а шейх Салех Ибн Шефиа взял бруствер с одним пулемётом и двадцатью пленными. Эти выигранные схватки позволили нам беспрепятственно окружить Маан, и на третий день Джафар собрал всю артиллерию на южном кряже, а Нури Сайд повёл отряд на штурм железнодорожной станции.
—  [militera.lib.ru/memo/english/lawrence/24.html Лоуренс Аравийский - "Семь столпов мудрости"]

Маан доказал мне, что арабы достаточно решительны и без понуканий англичан. Таким образом, наше поражение оказалось ненапрасным, облегчив нам составление дальнейших планов.
—  [militera.lib.ru/memo/english/lawrence/24.html Лоуренс Аравийский - "Семь столпов мудрости"]